# Valeriana tafiensis
Valeriana tafiensis är en kaprifolväxtart som beskrevs av Borsini. Valeriana tafiensis ingår i släktet vänderötter, och familjen kaprifolväxter. Inga underarter finns listade i Catalogue of Life.